# Barry e a Banda das Minhocas
Disco Ormene (bra: Barry e a Banda das Minhocas) é filme de animação de 2008, dirigido por Thomas Borch Nielsen. 
A estreia mundial do filme ocorreu em 7 de setembro de 2008.

## Sinopse
Barry (Peter Frödin) é uma jovem minhoca que não aceita o futuro ao qual está destinado, de ser gerente na indústria de adubos. Ao descobrir uma caixa com os pertences antigos de seu pai, ouve o LP Os Maiores Sucesso da Disco 77, referindo-se à década mais produtiva da disco music. Apaixonado pelo ritmo, ele monta a banda que dá nome ao filme - em inglês, Sunshine Barry and The Disco Worms, brincadeira que referencia KC & The Sunshine Band, um dos principais grupos da disco music -, com a qual participa de um concurso de novos talentos da TV.

## Elenco
- David Bateson
- Heather Carino
- Helle Dolleris
- Trine Dyrholm
- Peter Frodin
- Jason Jogo
- Lars Hjortshøj
- Frank Lenart
- Troels Lyby
- Millan Tesz
- Birthe Neumann
- Peter Hesse Overgaard

## Trilha sonora
- Boogie Wonderland - Martin Hoberg Hedegaard
- Feelings - Andreas van Lunteren
- Disco Inferno - Soundfactory featuring Mavelicious
- Upside Down - Ida Corr
- Yes Sir, I can Boogie - Sophie
- Edge of hostility - Invisius
- Y.M.C.A. - Magnus Carlsson
- Blame It on the Boogie - Peter Frödin & Trine Dyrholm
- Love to Love You Baby - Velvet
- I Will Survive - Trine Dyrholm
- Le Freak - Lizzie
- Play That Funky Music - Peter Frödin